# Divlja mačka
Divlja mačka (lat. Felis silvestris) je vrsta unutar porodice mačaka. Ta pramajka domaće mačke široko rasprostranjena u Europi, zapadnoj Aziji i Africi gdje lovi glodavce, ptice i druge manje životinje.
Divlja mačka se dijeli u tri, kako zemljopisno, tako i izgledom, prilično različite taksonomske skupine:
- šumska mačka ili europska divlja mačka, s tri daljnje podvrste
- afrička divlja mačka ili Falb mačka, s devet podvrsta
- stepska mačka ili azijska divlja mačka s tri podvrste

Falb, ili afrička divlja mačka se smatra pretkom svih domesticiranih mačaka, iako neki znanstvenici još ne žele sasvim isključiti sudjelovanje i nekih drugih podvrsta.

## Vanjske poveznice
Ostali projekti
|  | Zajednički poslužitelj ima još gradiva o temi Divlja mačka |
|  | Wikivrste imaju podatke o taksonu Divlja mačka             |